# Rhipidia (Rhipidia) invaripennis
Rhipidia (Rhipidia) invaripennis is een tweevleugelige uit de familie steltmuggen (Limoniidae). De soort komt voor in het Neotropisch gebied.